# Andrea Chame
Andrea Chame (Buenos Aires, Argentina, 13 de mayo de 1966) es antropóloga sociocultural y fotógrafa documentalista, sus investigaciones combinan la investigación social y la imagen.

## Reseña biográfica
En 1991 se graduó como Licenciada en Antropología Socio-Cultural en la Facultad de Filosofía y Letras, Universidad de Buenos Aires (UBA), al mismo tiempo comenzó a estudiar Fotografía y se especializó como Fotógrafa Documentalista, vinculando la investigación antropológica a la imagen fotográfica.
Desde 1996 se dedica a la pedagogía y formación en la investigación-fotográfica-documental en la Facultad de Filosofía y Letras, Universidad de Buenos Aires.
Desde el 2000 hasta la actualidad dirige proyectos de investigación fotográfica, vinculados a Universidad de Buenos Aires y Museo Nacional de Bellas Artes.
Desde 2010 realiza publicaciones de sus proyectos como “Filo 120” (2016), Editorial FFYL, UBA.
Actualmente dirige dos Diplomaturas de la Facultad de Filosofía y Letras, Universidad de Buenos Aires, “Investigación y Conservación Fotográfica Documental” y “Fotografía Social. La cámara como herramienta de investigación social”.

## Investigación Antropológica y Fotográfica
- Miembro del equipo de investigación en Beca Conicet y Ubacit (1992-1999)
- Dirección investigación y producción El Barrio se Fotografía para Dirección de Arte y Cultura, Municipio de Morón (2000-2002) [3]
- Dirección Beca Ubanex, “El patrimonio cultural en Barracas, el caso del ferrocarril Belgrano Sur” (2011-2012)
- Dirección de Proyecto “Filo 120” primera colección fotográfica, Facultad de Filosofía y Letras, UBA (2016)
- Dirección de Proyecto con Programa Universidades, Fundación Proa.

## Producciones y Ciclos de Arte y Cultura
- Amnesty. Editora Fotográfica de Material Documental en coordinación con la Fundación José Luis Cabezas
- Miembro de Asociación para la difusión del arte, Museo Nacional de Bellas Artes (2003-2009)   [4]
- Reportiers Sans Frontiers. Colaboraciones y organización en su sede de París, de charlas de sus representantes, efectuadas en la Facultad de Ciencias Sociales UBA (1998-2000)
- Fundación Hans- Bockler- Alemania. Dirección de Pasantía de Tesis de doctorado en antropología visual (2010)
- Flecha en Blanco, Colectivo fotográfico, España, Editora Colección 13. Conferencista en ReunionFlecha2019 España

## Exhibiciones
- Palais de Glace. Unesco, Instalación Fotográfica Conceptual. Primera Exposición de Bien Público. Fundación Americana del Hombre (1999)
- Alianza Francesa, “Mitos, Utopías y Realidades” (2010) [5]

## Formadora
- Directora Diplomatura Investigación y Conservación Fotográfica Documental, Facultad de Filosofía y Letras, Universidad de Buenos Aires (2013-Actualidad)
- Directora Diplomatura Fotografía Social. La cámara como herramienta de investigación social. Facultad de Filosofía y Letras, Universidad de Buenos Aires. (2016-Actualidad)

## Videos
- El ojo atento. Canal Encuentro.[9]
- Entrevista Meeting Flecha Madrid.[10]